# Zárt tárgyalás (könyv)
A Zárt tárgyalás (Tanulmányok, vitairatok, emlékezések) Kodolányi János (1899 – 1969)  könyve, mely először 1943-ban jelent meg (a Turul Kft. kiadásában). A kötetnek címet adó írás, ahogy a kötet többi írása is, már korábban is megjelent (ld. lentebb).

## Irodalomtörténeti vonatkozások

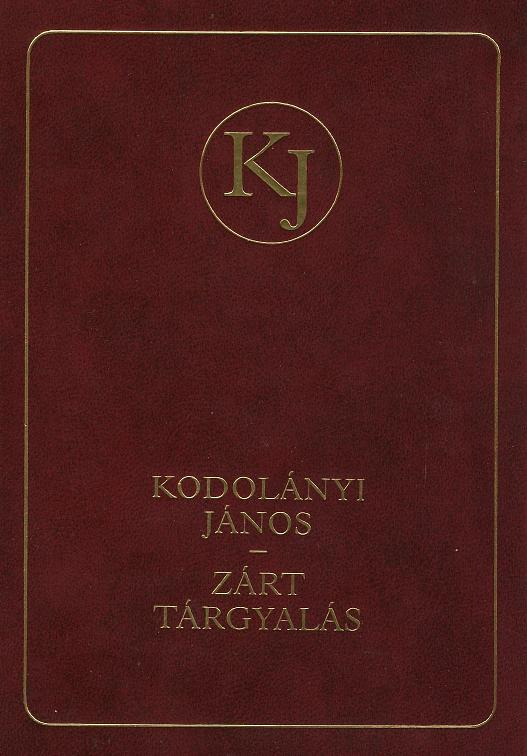
A 2003-as kiadás borítója